# Das ist nicht die ganze Wahrheit...
Das ist nicht die ganze Wahrheit... è il quarto album di studio del gruppo pop punk tedesco Die Ärzte, pubblicato nel 1988.
♀ è una hidden track e non appare nella lista delle tracce sul retro dell'album.

## Tracce
1. Ohne Dich (die Welt könnte so schön sein...) (Urlaub) - 2:49
2. Baby, ich tu's (Felsenheimer) - 3:00
3. Komm zurück (Urlaub) - 3:33
4. Wilde Welt (Felsenheimer) - 2:51
5. Westerland (Urlaub) - 3:41
6. Ich will Dich (Felsenheimer) - 2:18
7. Elke (Urlaub) - 3:22
8. Ich ess' Blumen (Felsenheimer) - 3:44
9. Außerirdische (Urlaub) - 2:45
10. Die Siegerin (Felsenheimer) - 3:10
11. Bitte, bitte (Urlaub) - 3:17
12. Popstar (Felsenheimer) - 3:12
13. Gute Zeit (Felsenheimer) - 3:41
14. ♀ (Urlaub) - 1:48

## Singoli
- 1988: Ich ess' Blumen
- 1988: Westerland
- 1989: Bitte bitte

## Formazione
- Farin Urlaub - chitarra, basso, voce
- Bela B. - batteria, voce d'accompagnamento